# 青春★ENERGY
『青春★ENERGY』（せいしゅん エナジー）は、フジテレビ系列で2006年4月13日から2007年3月22日まで、木曜日未明（水曜深夜）に放送された深夜ドラマのレーベル・総称。
「若いENERGYに不可能なんてない!自分が踏み出しさえすれば、『夢』は必ず叶う」をコンセプトに、夢を追いかける若者達を描く。

## 作品
- チェケラッチョ!! in TOKYO（2006年4月13日 - 6月15日）
- ダンドリ娘（2006年6月22日 - 8月24日）
- もうひとつのシュガー&スパイス（2006年8月31日 - 9月21日）
- お台場湾岸テレビ（2006年10月19日 - 12月21日）
- 結婚披露宴〜人生最悪の3時間〜（2007年1月11日 - 3月22日）

## ネット局
| 放送対象地域 | 放送局             | 系列           | 放送日時                     | ネット状況 |
| ------------ | ------------------ | -------------- | ---------------------------- | ---------- |
| 関東広域圏   | フジテレビ         | フジテレビ系列 | 木曜 0:45 - 1:08（水曜深夜） | 制作局     |
| 岩手県       | 岩手めんこいテレビ | フジテレビ系列 | 木曜 0:45 - 1:08（水曜深夜） | 同時ネット |
| 宮城県       | 仙台放送           | フジテレビ系列 | 木曜 0:45 - 1:08（水曜深夜） | 同時ネット |
| 北海道       | 北海道文化放送     | フジテレビ系列 | 水曜 0:45 - 1:10（火曜深夜） | 48日遅れ   |
| 山形県       | さくらんぼテレビ   | フジテレビ系列 | 金曜 0:35 - 1:00（木曜深夜） | 15日遅れ   |
| 新潟県       | 新潟総合テレビ     | フジテレビ系列 | 木曜 0:35 - 0:58（水曜深夜） | 7日遅れ    |
| 長野県       | 長野放送           | フジテレビ系列 | 木曜 0:35 - 0:58（水曜深夜） | 28日遅れ   |
| 静岡県       | テレビ静岡         | フジテレビ系列 | 水曜 1:30 - 2:00（火曜深夜） | 20日遅れ   |
| 高知県       | 高知さんさんテレビ | フジテレビ系列 | 金曜 15:30 - 15:55           | 23日遅れ   |
| 熊本県       | テレビ熊本         | フジテレビ系列 | 金曜 1:35 - 1:58（木曜深夜） | 8日遅れ    |
| 沖縄県       | 沖縄テレビ         | フジテレビ系列 | 火曜 0:40 - 1:05（月曜深夜） | 12日遅れ   |